# 星由里子
星 由里子（、1943年〈昭和18年〉12月6日- 2018年〈平成30年〉5月16日）は、日本の女優。最終所属事務所は東宝芸能。
東京都出身。千代田区立今川中学校を経て精華学園女子高等学校卒業。

## 来歴

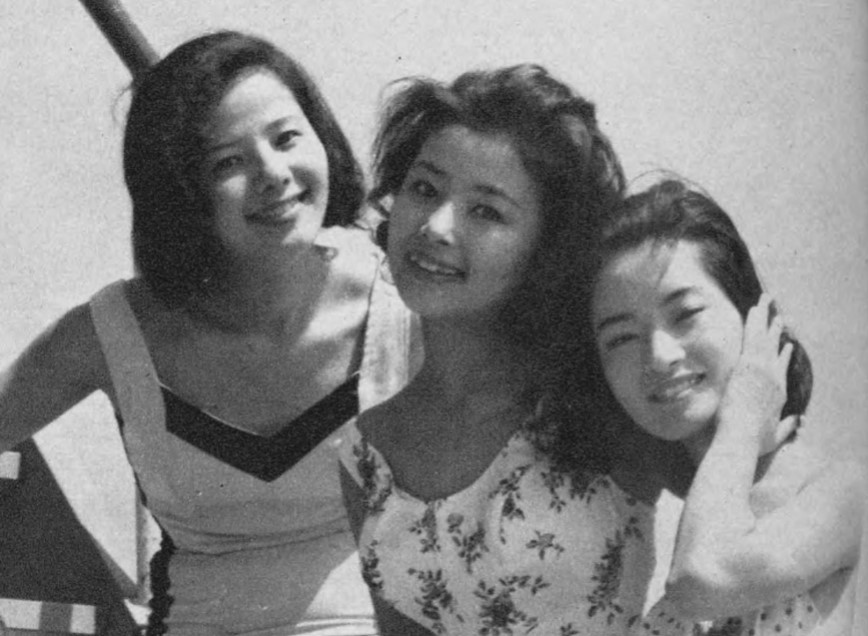
左から、浜美枝、星由里子、田村まゆみ。1960年撮影。

1958年（昭和33年）、東宝が宝塚歌劇団東京公演にちなんで募集したミス・シンデレラ娘で優勝したことをきっかけに芸能界入り。
「八重歯のシンデレラ」をキャッチフレーズとし、1959年（昭和34年）に『すずかけの散歩道』で銀幕デビュー、同名のレコードで歌手デビューも果たす。
1960年（昭和35年）、同時期にデビューした浜美枝と田村まゆみ（翌年、田村奈巳に改名）と合わせて「東宝スリーペット」として売り出される。控えめで大人しい雰囲気の田村、明るく活発で女殺し屋やスパイ役もこなす浜のちょうど中間に位置し、清楚ながらも現代的な気の強さも持ち合わせた役柄を多くこなした。
成瀬巳喜男、岡本喜八、福田純監督作品に度々起用されていた。
1961年（昭和36年）から始まった『若大将シリーズ』で演じたヒロイン・澄子役が当たり役となって人気を博した。当時の加山雄三の出演する映画には必ず星の姿があったほどであり、加山との共演作も多い。「澄子」の名が星の代名詞となるほどであった。
世相を映したファッションや明るいイメージが広く支持され、癖のない庶民的な美貌で「清く正しく美しく」を社是とする東宝の健全なお嬢さんイメージを代表する1人とされた。数年先んじてこの路線を代表した司葉子に対し、映画衰退期に差し掛かっていたこともあって大作よりはプログラムピクチャーへ多く出演。怪獣映画にも出演したために子どもたちにも親しまれ、二十代半ばを過ぎてからは悪女的な役柄にも意欲を示した。
1964年（昭和39年）の『モスラ対ゴジラ』『三大怪獣 地球最大の決戦』で立て続けに出演しており、根強い特撮ファンの後押しを受けて2000年（平成12年）の『ゴジラ×メガギラス G消滅作戦』にて36年ぶりに怪獣映画へ出演した。
女優として人気絶頂期だった1969年（昭和44年）、財界人で買収王で名を馳せた横井英樹の長男・邦彦と結婚するも、80日余りで離婚。
1975年（昭和50年）に脚本家の花登筺と再婚するも、1983年（昭和58年）に死別。
1990年（平成2年）に会社役員と再々婚。それから亡くなるまで京都に在住していた。
加山とは1968年（昭和43年）の『リオの若大将』を最後に映画・テレビ共に共演作品が途絶え、揃ってマスコミに登場することがなくなったが、1975年に加山主演の『同心部屋御用帳 江戸の旋風』に星がゲスト出演して7年ぶりに共演し、以降は再びCMなどを含めて共演する機会が増え、団塊世代の大きな支持を得ていた。2007年（平成19年）の『永遠の若大将 加山雄三』に出演時には「今でも同世代の人たちから、澄ちゃんと声をかけられる」と青春時代を語っていた。
2002年（平成14年）に第28回菊田一夫演劇賞受賞。
2018年（平成30年）、直前に腎臓癌で死去した夏木陽介の公開葬儀の発起人になっていたが、自身も肺癌を病んでいたために出席は叶わなかった。そして、同年5月16日午後11時5分に、心房細動及び肺癌のために京都市の病院にて、74歳で死去。
2018年9月14日に東京の帝国ホテルで偲ぶ会が行われ、加山雄三を始め、宝田明、司葉子（双方とも同社で何度も共演）、北島三郎、名取裕子、里見浩太朗（あぐりで共演）、2時のワイドショーで共に司会を務めた羽川英樹ら220人が参列した。
2019年（平成31年）、第42回日本アカデミー賞会長特別賞を受賞。

## エピソード
- 1962年（昭和37年）3月31日より開かれた「ミラノ国際見本市」の一環である『ミラノ日本映画見本市』（4月15日より同月19日）へ出席するため、4月10日、清水雅（東宝社長）を団長に、川喜多長政、奥山融（奥山和由の父）、他映画会社の代表女優の佐久間良子（東映）、吉永小百合（日活）らと共に東宝代表としてイタリアのミラノへ出発。因みに岸惠子が日本からではなく現地参加で合流している。星は吉永と共に同国のヴェネツィアも訪れている。4月25日に帰国。当時はまだ海外渡航自由化の前で、貴重なイタリア訪問となった。
- デビュー当時から星との共演が多かった佐原健二は、星はちょっとしたことですぐに笑うことから「ゲラコ」というあだ名であったことを証言している[11]。

## 出演

### 映画
- 手錠をかけろ（1959年）
- すずかけの散歩道（1959年）
- ある日わたしは（1959年）
- 恐るべき火遊び（1959年）
- 侍とお姐ちゃん（1960年）
- 山のかなたに（1960年）
- 若い素肌（1960年）

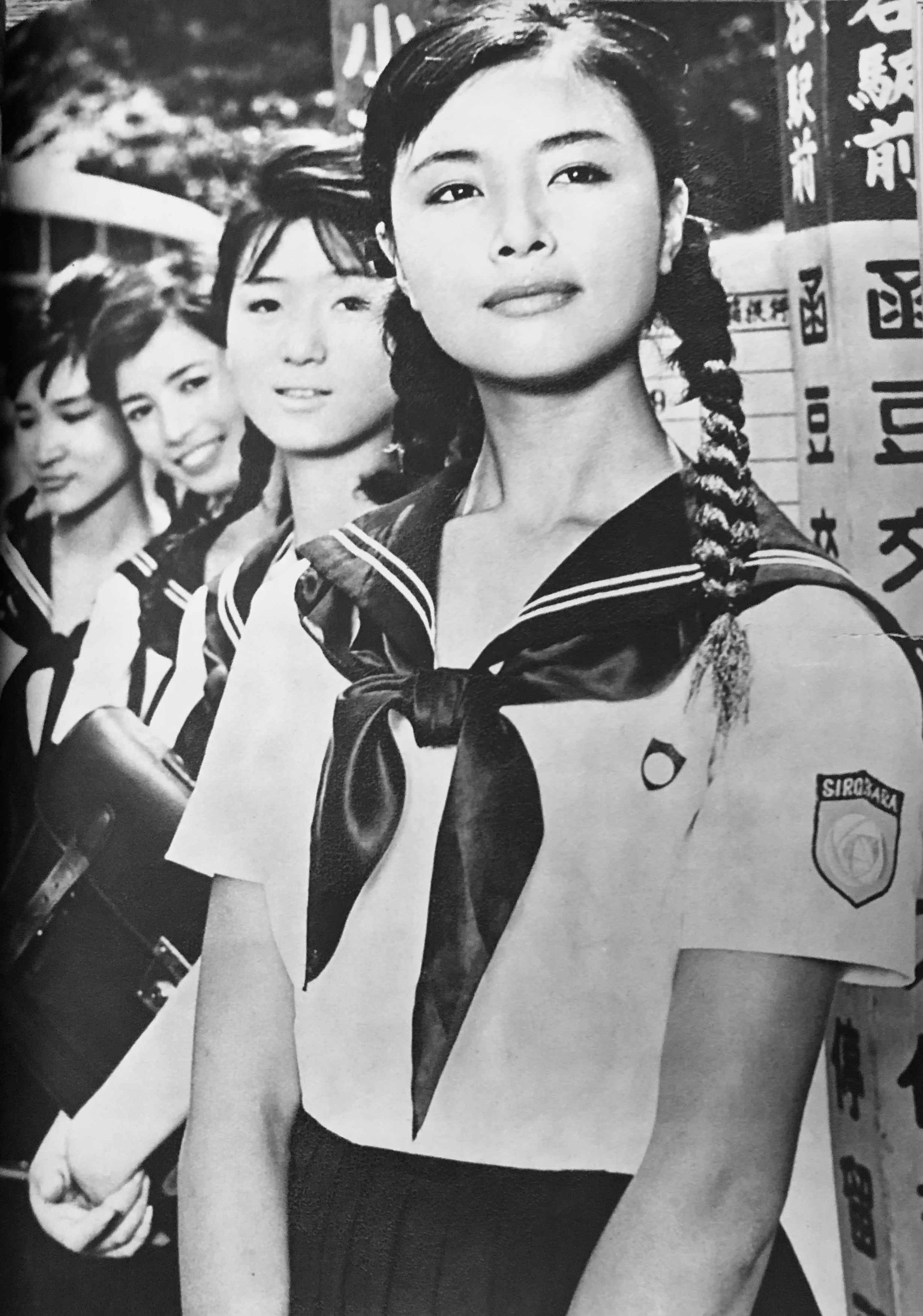
『箱根山』（1962年）

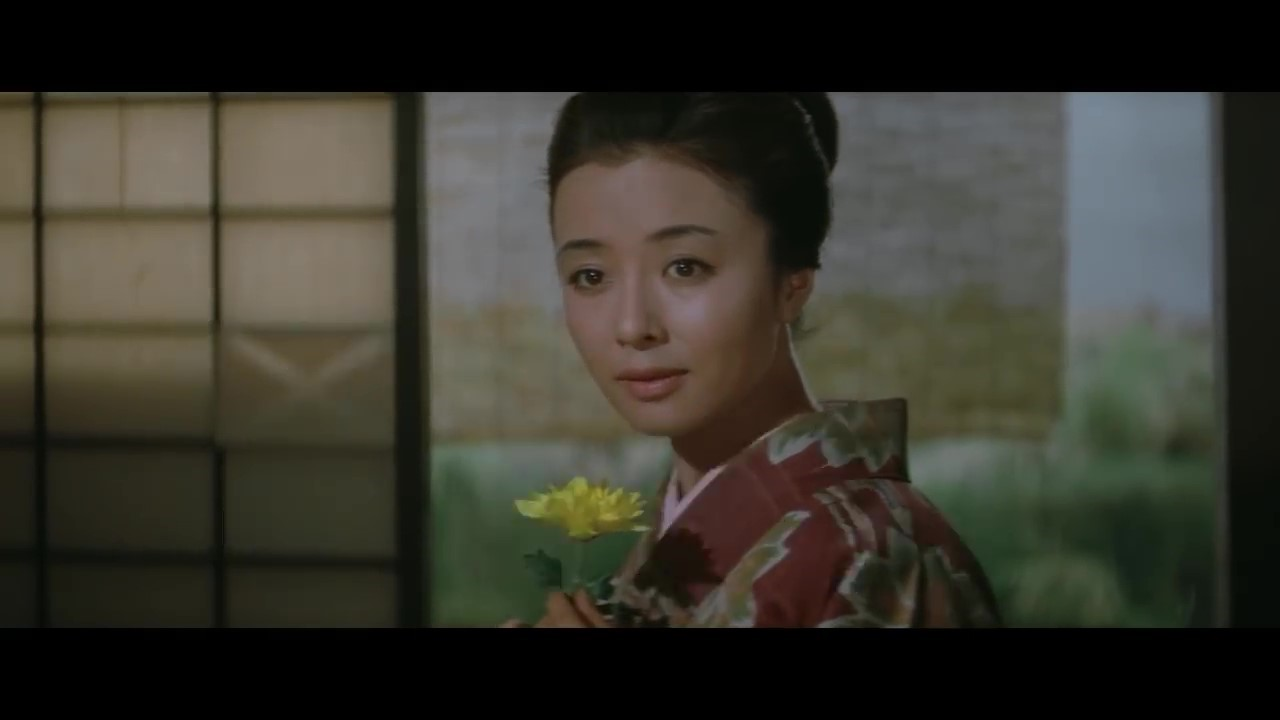
『日本侠客伝 花と龍』（1969年）

- サラリーガール読本 お転婆社員（1960年）
- サラリーマン目白三平 女房の顔の巻（1960年）
- 接吻泥棒（1960年）
- 夜の流れ（1960年）
- 男対男（1960年）
- 姉さん女房（1960年）
- 駄々っ子亭主 続姉さん女房（1960年）
- 大坂城物語 （東宝 1961.01.03）
- 南の風と波（1961年）
- 青い夜霧の挑戦状（1961年）
- 東から来た男（1961年）　※加山雄三初共演
- 妻として女として（1961年）
- 世界大戦争（1961年） - 田村冴子[2][4]
- 若大将シリーズ
  - 大学の若大将（1961年）
  - 銀座の若大将（1962年2月）
  - 日本一の若大将（1962年7月）
  - ハワイの若大将（1963年8月）
  - 海の若大将（1965年8月）
  - エレキの若大将（1965年12月）
  - アルプスの若大将（1966年5月）
  - レッツゴー!若大将（1967年1月）
  - 南太平洋の若大将（1967年7月）
  - ゴー!ゴー!若大将（1967年12月）
  - リオの若大将（1968年7月）
- 紅の海（1961年）
- 若い狼（1961年）
- B・G物語 二十才の設計（1961年）
- 暗黒街撃滅命令（1961年）
- 乾杯!サラリーマン諸君（1962年）
- 女の座（1962年）
- 明日ある限り（1962年）
- 旅愁の都（1962年）
- 娘と私（1962年）
- 吼えろ脱獄囚（1962年）
- 箱根山（1962年9月）
- 地方記者（1962年）
- やま猫作戦（1962年）
- 忠臣蔵 花の巻・雪の巻 （東宝 平五郎妹お艶 1962.11.03）
- 河のほとりで（1962年）
- 太平洋の翼（1963年） - 玉井美也子[12]
- 戦国野郎（1963年)
- 五十万人の遺産（1963年）
- 写真記者物語 瞬間に命を賭けろ（1963年）
- ホノルル・東京・香港（1963年）
- 女の歴史（1963年）
- 暁の合唱（1963年）
- 士魂魔道 大龍巻 （宝塚映画 1964.01.13）
- 恐怖の時間 （1964年）
- 今日もわれ大空にあり（1964年）
- ゴジラシリーズ
  - モスラ対ゴジラ（1964年） - 中西純子[出典 7]
  - 三大怪獣 地球最大の決戦（1964年） - 進藤直子[出典 8]
  - ゴジラ×メガギラス G消滅作戦（2000年） - 吉沢佳乃[出典 9]
- 裸の重役（1964年）
- がらくた（1964年）
- 万事お金（1964年）
- 国際秘密警察 火薬の樽（1964年）
- ここから始まる（1965年）
- クレージー映画
  - クレージーだよ奇想天外（1966年5月[注釈 2]）
  - クレージーの殴り込み清水港（1970年）
- 暴れ豪右衛門（1966年）
- 何処へ（1966年）
- バンコックの夜（1966年）
- 三匹の狸（1966年）
- パンチ野郎（1966年）
- 沈丁花（1966年）
- 千曲川絶唱（1967年）
- 佐々木小次郎（1967年4月）
- 颱風とざくろ（1967年）
- 父子草（1967年）
- 春らんまん（1968年）
- 斬る （1968年）
- 北穂高絶唱（1968年）
- にっぽん親不孝時代（1968年）
- 燃えろ!青春（1968年）
- 忘れるものか（1968年12月、日活）
- 津軽絶唱（1969年）
- 日本侠客伝 花と龍（1969年）
- 新網走番外地シリーズ（東映）
  - 新網走番外地 さいはての流れ者（1969年）
  - 新網走番外地 大森林の決斗（1970年）
  - 新網走番外地 吹雪の大脱走（1971年）
- 新選組（1969年）
- 富士山頂（1970年）
- 望郷子守唄（1972年）
- 昭和残侠伝 破れ傘（1972年）
- 青い山脈（1975年）
- 刑事物語3 潮騒の詩（1984年）
- 恋する女たち（1986年）
- パンダ物語（1988年）
- タイガースメモリアルクラブバンド ぼくと、ぼくらの夏（1990年）
- エンジェル 僕の歌は君の歌（1992年）
- 虹の橋（1993年）
- わが心の銀河鉄道 宮沢賢治物語（1996年）
- 虹の岬（1999年）
- アイ・ラヴ・ピース（2003年）
- 雨鱒の川（2004年11月）
- 釣りバカ日誌18 ハマちゃんスーさん瀬戸の約束（2007年）
- 校庭に東風吹いて（2016年）
- 浅草・筑波の喜久次郎　浅草六区を創った筑波人（2016年）
- 逢いたい（2018年） ※2018東京・中国映画週間で上映
- 初恋〜お父さん、チビがいなくなりました（2019年） [注釈 3]
- 科捜研の女 -劇場版-（2021年） - 榊いずみ 役[注釈 4]

### テレビドラマ
- ポーラ名作劇場 / ながい坂（1969年、NET） - つる
- だいこんの花（1970年、NET）
- おらんだ左近事件帖（1971年 - 1972年、フジテレビ） - おぎん
- ポーラ名作劇場 / 舞いの家（1972年、NET） - 室町綾
- 太陽にほえろ! 第21話「バスに乗ってたグーな人」（1972年、NTV） - 寺沢彩子
- 火曜日の女シリーズ / 木の葉の家（1972年10月 - 11月、NTV）- 手塚早苗
- テレビスター劇場 / もめん・きぬごし（1973年、 MBS）
- 新・細うで繁盛記（1973年、読売テレビ）
- 風の中のあいつ（1973年 - 1974年、TBS）
- 新宿さすらい節（1974年、TBS） - 冴子
- 同心部屋御用帳 江戸の旋風 第26話「秋祭りの女」（1975年、フジテレビ）
- 銀河テレビ小説（NHK総合）
  - 霧の視界（1975年） - 吉沢秋代
- 大河ドラマ（NHK総合）
  - 風と雲と虹と（1976年） - 詮子
  - 篤姫（2008年） - 村岡
- あかんたれ（1976年 - 1977年、東海テレビ）
- ぬかるみの女（1980年、東海テレビ）
- 続・ぬかるみの女（1981年、東海テレビ）
- 大奥 第39話「盗まれた青春」（1984年、関西テレビ） - 雅の局
- 親にはナイショで…（1986年、TBS）
- 火曜サスペンス劇場（日本テレビ）
  - 「女検事霞夕子2・白い影」（1986年4月、東海映画社） - 柏木美輪 役
  - 「大奥殺人事件」（1989年1月3日、東映） - 姉小路 役
  - 「窓の女」（1989年、国際放映）
- 早春物語－私、大人になります（1986年、TBS）
- 若大将天下ご免! 第9話「天までとどけ母子鷹!」（1987年、テレビ朝日） - おこん
- ドラマ女の四季「妻の家出」（1987年、テレビ東京）
- 金田一耕助の傑作推理 殺人鬼（1988年、TBS）
- 名奉行 遠山の金さん 第1シリーズ 第8話「ひょっとこ面の女」（1988年、テレビ朝日 / 東映） - おふじ 役
- 吉野物語（1988年10月 - 1989年3月、読売テレビ）
- 鶴姫伝奇 -興亡瀬戸内水軍-（1993年、日本テレビ）
- ビートたけしのつくり方（1993年 - 1994年、フジテレビ / イースト）
  - ミニドラマ「大家族主義」 - 澄子
  - ミニドラマ「堀切家の人々」 - 澄子
- 29歳のクリスマス（1994年、フジテレビ）
- ドラマ新銀河（NHK総合）
  - 赤ちゃんが来た（1994年） -  高坂藍子 役
- 江戸の用心棒II（1995年10月17日 - 1996年3月5日、日本テレビ） - おとせ
- Missダイヤモンド（1995年10月19日 - 12月14日、テレビ朝日）
- 連続テレビ小説（NHK総合）
  - あぐり（1997年） - 望月光代
  - ほんまもん（2001年）- 松岡陽子
- 田舎で暮らそうよ（1999年、テレビ東京）
- 月曜ドラマスペシャル（TBS）
  - 「戸隠伝説殺人事件」（1995年）
  - 「名探偵キャサリン8・南十字星殺人事件」（1999年、TBS）
- 京都迷宮案内 第3シリーズ 第17話「哀しき社長夫人! 偽りの幸福に縛られた女」（2001年、テレビ朝日）
- 科捜研の女 第3シリーズ - （2001年） - 2014年末スペシャル（2014年 、テレビ朝日） - 榊いずみ 役
- 金曜エンタテイメント （フジテレビ）
  - 『ニュースキャスター沢木麻沙子』4「京都・加賀殺人事件」（2001年9月21日）- 磯部真奈美 役
  - 『日向夢子調停委員事件簿』3「哀しい天罰」（2005年1月21日）- 片桐響子 役
- こちら本池上署シリーズ（2002年 ‐ 2005年、TBS） - 岡本敏江 役
- 土曜ワイド劇場（テレビ朝日）
  - 「温泉若おかみの殺人推理11」（2002年）
  - 「家政婦は見た!22」（2004年）
  - 「デパート仕掛け人!天王寺珠美の殺人推理7」（2014年、ABC制作） - 海老沢時子 役
- 女と愛とミステリー「監察医・篠宮葉月 死体は語る2・ホームレス連続殺人」（2000年、テレビ東京）
- 相棒・Season5 第19話（2007年、テレビ朝日） - 島加代子 役
- 月曜ゴールデン （TBS）
  - 「万引きGメン・二階堂雪18 緊急遺言」（2009年8月17日）
  - 「緑川警部 VS 殺人トランプ」（2011年9月12日） - 権藤凛子 役
- シューシャインボーイ（2010年3月24日、テレビ東京） - 鈴木園枝 役
- 金曜プレステージ「ドルチェ」（2012年10月12日、フジテレビ） - 斉藤和代 役
- シングルマザーズ（2012年、NHK総合ドラマ10）
- モメる門には福きたる（2013年、東海テレビ） - 椎名春江 役
- 水曜ミステリー9
  - 「さすらい署長 風間昭平5」（2006年） ‐ 小倉節子
  - 「葬儀屋松子の事件簿4」（2014年、テレビ東京） - 田所紀久子 役
- 金田一耕助VS明智小五郎ふたたび（2014年9月29日、フジテレビ） - 柳條志麻子 役
- ある日、アヒルバス 第7話 - 最終話（2015年8月16日 - 23日、NHK BSプレミアム） - 白鳥タケ 役
- 44歳のチアリーダー!!（2015年12月20日、NHK BSプレミアム・プレミアムドラマ） - 小野寺サキヨ 役
- ドクターX〜外科医・大門未知子〜 第4期 第2話（2016年10月20日、テレビ朝日） - 二岡千代子 役
- 大岡越前スペシャル 白洲に咲いた真実（2017年1月3日、NHK BSプレミアム） - 世津 役
- 水戸黄門 第4話「悪を糺した弥治郎こけし -白石-」（2017年10月25日、BS-TBS） - とね 役

### 舞台
- じゅんさいはん（1999年、道頓堀中座）
- 蝉しぐれ（2007年、大阪松竹座）
- 北島三郎特別公演（2008年。梅田芸術劇場、新宿コマ劇場）
- 北島三郎特別公演 『幡隋院長兵衛』（2010年。博多座、新歌舞伎座）
- 喜劇「女房は幽霊」（2011年9月6日-25日、京都四條南座）

### テレビアニメ
- アガサ・クリスティーの名探偵ポワロとマープル（2004年、NHK） - バーバラ・レイシイ夫人 役

### バラエティ
- 加山雄三・永遠の若大将（NHK-BS2）
- たけし大全集'94（フジテレビ）
- ビートたけしの世紀末わがままスペシャル!!（フジテレビ）
- 加トちゃんケンちゃんごきげんテレビ
  - THE DETECTIVE STORY（1987年1月10日、TBS）
- ビートたけしのつくり方（フジテレビ）
- ワールドクイズ ザ・びっくり地球人!（日本テレビ） - 解答者

### その他のテレビ番組
- 2時のワイドショー（読売テレビ） - 司会
- 24時間テレビ 「愛は地球を救う」（日本テレビ系） - 1980年代後半、関西地区パーソナリティー

### CM
- ローソン「おめでとうの若大将!」（1992年）
- ローソン「ローソンのバレンタイン」（1993年）
- ハウス食品「やさしい食卓」（2004年）[14]

## 音楽

### シングル
| 発売日           | 面           | タイトル     | 作詞         | 作曲         | 編曲         | 規格         | 規格品番     |
| 東芝音楽工業     | 東芝音楽工業 | 東芝音楽工業 | 東芝音楽工業 | 東芝音楽工業 | 東芝音楽工業 | 東芝音楽工業 | 東芝音楽工業 |
| ---------------- | ------------ | ------------ | ------------ | ------------ | ------------ | ------------ | ------------ |
| 1962年           | A            | 暁の合唱     | 岩谷時子     | 服部良一     | 服部良一     | EP           | JP-1632      |
| 1962年           | B            | 青い風船     | 岩谷時子     | 服部良一     | 服部良一     | EP           | JP-1632      |
| ビクター音楽産業 |              |              |              |              |              |              |              |
| 1965年           | A            | 愛の歓び     | 岩谷時子     | 吉田正       | 吉田正       | EP           | SV-344       |
| 1965年           | B            | ひとすじの愛 | 岩谷時子     | 吉田正       | 吉田正       | EP           | SV-344       |